# Diócesis de Piracicaba
La diócesis de Piracicaba (en latín: Dioecesis Piracicaben(sis) y en portugués: Diocese de Piracicaba) es una circunscripción eclesiástica latina de la Iglesia católica en Brasil, sufragánea de la arquidiócesis de Campinas. La diócesis tiene al obispo Devair Araújo da Fonseca como su ordinario desde el 11 de noviembre de 2020. 

## Territorio y organización
La diócesis tiene 4663 km² y extiende su jurisdicción sobre los fieles católicos de rito latino residentes en 15 municipios del estado de São Paulo: Águas de São Pedro, Capivari, Charqueada, Corumbataí, Ipeúna, Mombuca, Piracicaba, Rafard, Rio Claro, Rio das Pedras, Saltinho, Santa Bárbara d'Oeste, Santa Gertrudes, Santa Maria da Serra, São Pedro.
La sede de la diócesis se encuentra en la ciudad de Piracicaba, en donde se halla la Catedral de San Antonio.
En 2019 en la diócesis existían 69 parroquias agrupadas en 7 regiones pastorales: Piracicaba I, Piracicaba II, Piracicaba III, Rio Claro, Santa Bárbara, Capivari y São Pedro.

## Historia
La diócesis fue erigida el 26 de febrero de 1944 con la bula Vigil Campinensis Ecclesiae del papa Pío XII, obteniendo el territorio de la diócesis de Campinas (hoy arquidiócesis).
Originalmente sufragánea de la arquidiócesis de San Pablo, el 19 de abril de 1958 pasó a formar parte de la provincia eclesiástica de la arquidiócesis de Campinas.
El 29 de abril de 1976 cedió una parte de su territorio para la erección de la diócesis de Limeira mediante la bula De superna animarum del papa Pablo VI.
El 2 de enero de 1988, con la carta apostólica Notum est, el papa Juan Pablo II confirmó a san Antonio de Padua como patrono de la diócesis.

## Estadísticas
De acuerdo al Anuario Pontificio 2020 la diócesis tenía a fines de 2019 un total de 729 550 fieles bautizados.
| Año                                                                             | Población            | Población | Población      | Sacerdotes | Sacerdotes    | Sacerdotes    | Bautizados por sacerdote | Diáconos permanentes | Religiosos | Religiosos | Parroquias |
| Año                                                                             | Bautizados católicos | Total     | % de católicos | Total      | Clero secular | Clero regular | Bautizados por sacerdote | Diáconos permanentes | Varones    | Mujeres    | Parroquias |
| ------------------------------------------------------------------------------- | -------------------- | --------- | -------------- | ---------- | ------------- | ------------- | ------------------------ | -------------------- | ---------- | ---------- | ---------- |
| 1949                                                                            | 141 000              | 143 000   | 98.6           | 28         | 15            | 13            | 5035                     |                      | 13         | 70         | 12         |
| 1965                                                                            | 190 000              | 202 000   | 94.1           | 77         | 25            | 52            | 2467                     |                      | 52         | 201        | 28         |
| 1970                                                                            | 319 140              | 354.302   | 90.1           | ?          | ?             | ?             | ?                        |                      | ?          | ?          | 31         |
| 1973                                                                            | 445 000              | 491 000   | 90.6           | 24         | 24            |               | 18 541                   |                      | 33         | 156        | 35         |
| 1980                                                                            | 427 000              | 520 000   | 82.1           | 20         | 20            |               | 21 350                   |                      | 24         | 149        | 35         |
| 1990                                                                            | 644 000              | 671 000   | 96.0           | 70         | 29            | 41            | 9200                     | 2                    | 64         | 142        | 46         |
| 1999                                                                            | 757 873              | 826 629   | 91.7           | 80         | 40            | 40            | 9473                     | 16                   | 47         | 146        | 52         |
| 2000                                                                            | 783 622              | 897 568   | 87.3           | 84         | 43            | 41            | 9328                     | 16                   | 52         | 134        | 54         |
| 2001                                                                            | 655 200              | 819 000   | 80.0           | 76         | 39            | 37            | 8621                     | 21                   | 46         | 138        | 53         |
| 2002                                                                            | 608 438              | 824 587   | 73.8           | 77         | 39            | 38            | 7901                     | 34                   | 87         | 149        | 54         |
| 2003                                                                            | 741 701              | 957 237   | 77.5           | 80         | 40            | 40            | 9271                     | 34                   | 76         | 148        | 55         |
| 2004                                                                            | 763 246              | 988 326   | 77.2           | 82         | 44            | 38            | 9307                     | 34                   | 100        | 156        | 56         |
| 2013                                                                            | 695 000              | 995 000   | 69.8           | 107        | 57            | 50            | 6495                     | 30                   | 73         | 129        | 66         |
| 2016                                                                            | 713 000              | 1 020 000 | 69.9           | 117        | 61            | 56            | 6094                     | 55                   | 73         | 119        | 68         |
| 2019                                                                            | 729 550              | 1 043 000 | 69.9           | 125        | 72            | 53            | 5836                     | 49                   | 73         | 134        | 69         |
| Fuente: Catholic-Hierarchy, que a su vez toma los datos del Anuario Pontificio. |                      |           |                |            |               |               |                          |                      |            |            |            |

## Episcopologio
- Ernesto de Paula † (30 de junio de 1945-9 de enero de 1960 renunció[6])
- Aniger de Francisco de Maria Melillo † (29 de mayo de 1960-11 de enero de 1984 renunció)
- Eduardo Koaik † (11 de enero de 1984 por sucesión-15 de mayo de 2002 retirado)
- Moacyr José Vitti, C.S.S. † (15 de mayo de 2002-19 de mayo de 2004 nombrado arzobispo de Curitiba)
- Fernando Mason, O.F.M.Conv. (25 de mayo de 2005-11 de noviembre de 2020 retirado)
- Devair Araújo da Fonseca, desde el 11 de noviembre de 2020